# Transports en Nouvelle-Aquitaine

## Réseau routier
- < 6
- < 8
- < 10

- Pour la France: calculé par l'ONISR, sur la mortalité de la période 2012-2016 et la population INSEE 2016, Site ONISR'"`UNIQ--ref-00000001-QINU`"'
- Pour l'Andorre, source: estimation  OMS sur l'année 2013'"`UNIQ--ref-00000002-QINU`"'
- Pour les régions de Suisse et de l'UE, hors France, source: EUROSTAT (Victimes dans les accidents de la route par région NUTS 2 '"`UNIQ--nowiki-00000003-QINU`"'tran_r_acci'"`UNIQ--nowiki-00000004-QINU`"') pour les années 2012-2016'"`UNIQ--ref-00000005-QINU`"'.

Pour des raisons techniques, il est temporairement impossible d'afficher le graphique qui aurait dû être présenté ici.

### Autoroutes
- A10 (L'Aquitaine : Bordeaux-Paris)
- A62 (Autoroute des Deux Mers, Bordeaux-Toulouse)
- A63 (Bordeaux-Frontière espagnole)
- A64 (La Pyrénéenne : Toulouse-Bayonne)
- A65 (Bordeaux-Pau)
- A89 (Bordeaux-Lyon)
- A630 (Rocade de Bordeaux)
- A660 (A 63-Arcachon)

### Routes nationales
- RN 10 : Yvelines-Chartres-Tours-Poitiers- Bordeaux-Biarritz-Espagne
- RN 21 :	Limoges-Bergerac-Agen-Tarbes-Argelès-Gazost
- RN 89 : Lyon-Clermont-Ferrand-Périgueux-Libourne-Bordeaux
- RN 113 : Bordeaux-Marseille
- RN 117 : Toulouse-Bayonne
- RN 124 : Toulouse-Dax (Saint-Geours-de-Maremne)
- RN 134 : Aire-sur-l'Adour-Col du Somport
- RN 137 : Saint-Malo-Bordeaux

### Traversée des Pyrénées
- Île des Faisans
- Irun-Hendaye
- col de Lizarrieta
- col d'Ispéguy
- Arnéguy-Valcarlos
- Col et tunnel du Somport

### Aéroports
- Agen-La Garenne
- Bergerac Roumanière
- Biarritz-Anglet-Bayonne
- Bordeaux-Mérignac
- La Rochelle-île de Ré
- Limoges-Bellegarde
- Pau-Pyrénées
- Périgueux-Bassillac

## Réseau ferré
- TER Nouvelle-Aquitaine
- Ligne TGV Atlantique Paris par Bordeaux puis Dax
- Ligne classique Bordeaux-Toulouse
- Projet LGV Bordeaux-Toulouse
- Projet LGV Bordeaux - Frontière espagnole
- Le Tramway de Bordeaux

## Réseau fluvial
- Canal de Garonne
- Canal des Landes

## Ports de commerce
- Port autonome de Bordeaux
- Port de Bayonne
- Grand port maritime de La Rochelle